# Earl Boykins
Earl Antoine Boykins (Cleveland, 2 juni 1976) is een Amerikaanse voormalig basketbalspeler.
Hij is met 1.65 m de op een na kleinste speler in de geschiedenis van de NBA, na Muggsy Bogues.

## Carrière
Boykins speelde van 1995 tot 1998 voor de Eastern Michigan Eagles. Hij werd niet gekozen in de NBA draft van 1998. Hij speelde in juli 1998 in de try-outs voor de nationale ploeg voor de wereldkampioenschappen en in een oefenwedstrijd tegen de Spaans nationale ploeg maar haalde niet de uiteindelijke ploeg. Hij werd in september 1998 als 29e gekozen in de CBA draft door de Rockford Lightning en ging spelen voor hen in de CBA. Hij speelde eind januari 1999 bij de New Jersey Nets op hun trainingskamp (na de lock-out) en daarna vijf wedstrijden in de competitie. Op 19 februari 1999 werd zijn contract ontbonden door de Nets.
Hij tekende begin maart 1999 bij de Cleveland Cavaliers een tien dagen contract dat uiteindelijk nog eens verlengd werd met tien dagen om daarna voor de rest van het seizoen te tekenen bij hen. In november 1999 tekende hij als vrije speler bij de Orlando Magic maar zijn contract werd midden december 1999 al ontbonden. Hij hertekende daarop bij de Rockford Lightning. In februari 2000 tekende hij bij de Cleveland Cavaliers een tien-dagen contract dat werd omgezet in een contract voor de rest van het seizoen. Eind september 2000 tekende hij als vrije speler bij de Los Angeles Clippers en speelde er twee seizoenen.
Voor het seizoen 2002/03 tekende hij bij de Golden State Warriors en speelde er een seizoen. In augustus 2003 tekende hij bij de Denver Nuggets en speelde er drie seizoenen en een half. Hij werd in januari 2007 geruild samen met Julius Hodge naar de Milwaukee Bucks voor Steve Blake. Hij speelde de rest van het seizoen uit bij de Bucks. In januari 2008 tekende hij bij de Charlotte Bobcats. In 2008 tekende hij bij het Italiaanse Virtus Pallacanestro Bologna waar hij een seizoen speelde. Hij keerde terug naar de NBA en tekende bij de Washington Wizards in november 2009.
In augustus 2010 tekende hij bij de Milwaukee Bucks en speelde er een seizoen. In maart 2012 tekende hij een tien-dagen contract bij de Houston Rockets dat werd verlengd voor de rest van het seizoen. In de zomer van 2017 nam hij deel aan The Basketball Tournament als onderdeel van Paul Champions.

## Erelijst
- Universiade: 1997
- EuroChallenge-kampioen: 2009
- Nummer 11 teruggetrokken door de Eastern Michigan Eagles

## Statistieken

### Regulier seizoen
| Seizoen  | Team                  | WG  | WS | MPW  | 2P%  | 3P%  | FW%  | RPW | APW | SPW | BPW | PPW  |
| -------- | --------------------- | --- | -- | ---- | ---- | ---- | ---- | --- | --- | --- | --- | ---- |
| 1998/99  | New Jersey Nets       | 5   | 0  | 10,2 | 47,6 | 20,0 | 0,0  | 0,8 | 1,2 | 0,2 | 0,0 | 4,2  |
| 1998/99  | Cleveland Cavaliers   | 17  | 0  | 10,0 | 34,5 | 15,4 | 66,7 | 0,8 | 1,6 | 0,3 | 0,0 | 2,6  |
| 1999/00  | Orlando Magic         | 1   | 0  | 8,0  | 75,0 | 0,0  | 0,0  | 1,0 | 3,0 | 0,0 | 0,0 | 6,0  |
| 1999/00  | Cleveland Cavaliers   | 25  | 0  | 10,1 | 47,3 | 40,0 | 78,3 | 1,0 | 1,8 | 0,5 | 0,0 | 5,3  |
| 2000/01  | Los Angeles Clippers  | 10  | 0  | 14,9 | 39,7 | 12,5 | 82,4 | 1,1 | 3,2 | 0,5 | 0,0 | 6,5  |
| 2001/02  | Los Angeles Clippers  | 68  | 2  | 11,2 | 40,0 | 31,0 | 77,0 | 0,8 | 2,1 | 0,3 | 0,0 | 4,1  |
| 2002/03  | Golden State Warriors | 68  | 0  | 19,4 | 42,9 | 37,7 | 86,5 | 1,3 | 3,3 | 0,6 | 0,1 | 8,8  |
| 2003/04  | Denver Nuggets        | 82  | 3  | 22,5 | 41,9 | 32,2 | 87,7 | 1,7 | 3,6 | 0,6 | 0,0 | 10,2 |
| 2004/05  | Denver Nuggets        | 82  | 5  | 26,4 | 41,3 | 33,7 | 92,1 | 1,7 | 4,5 | 1,0 | 0,1 | 12,4 |
| 2005/06  | Denver Nuggets        | 60  | 0  | 25,7 | 41,0 | 34,6 | 87,4 | 1,4 | 3,8 | 0,8 | 0,1 | 12,6 |
| 2006/07  | Denver Nuggets        | 31  | 4  | 28,3 | 41,3 | 37,3 | 90,8 | 2,0 | 4,3 | 0,8 | 0,1 | 15,2 |
| 2006/07  | Milwaukee Bucks       | 35  | 19 | 33,0 | 42,7 | 41,9 | 88,6 | 2,2 | 4,5 | 0,9 | 0,0 | 14,0 |
| 2007/08  | Charlotte Bobcats     | 36  | 0  | 16,0 | 35,5 | 31,8 | 83,1 | 0,9 | 2,7 | 0,4 | 0,0 | 5,1  |
| 2009/10  | Washington Wizards    | 67  | 1  | 16,7 | 42,7 | 31,7 | 86,5 | 1,1 | 2,6 | 0,4 | 0,0 | 6,6  |
| 2010/11  | Milwaukee Bucks       | 57  | 0  | 15,1 | 44,3 | 38,0 | 84,1 | 1,0 | 2,5 | 0,7 | 0,1 | 7,2  |
| 2011/12  | Houston Rockets       | 8   | 0  | 13,9 | 33,3 | 22,2 | 86,7 | 1,4 | 2,1 | 0,1 | 0,0 | 4,9  |
| Carrière | Carrière              | 652 | 34 | 19,9 | 41,7 | 34,8 | 87,6 | 1,3 | 3,2 | 0,6 | 0,1 | 8,9  |

### Play-offs
| Seizoen  | Team           | WG | WS | MPW  | 2P%  | 3P%  | FW%  | RPW | APW | SPW | BPW | PPW  |
| -------- | -------------- | -- | -- | ---- | ---- | ---- | ---- | --- | --- | --- | --- | ---- |
| 2003/04  | Denver Nuggets | 5  | 0  | 24,2 | 44,4 | 35,7 | 85,7 | 2,4 | 3,8 | 1,0 | 0,2 | 13,4 |
| 2004/05  | Denver Nuggets | 5  | 1  | 30,4 | 39,7 | 0,0  | 89,5 | 1,0 | 3,8 | 0,8 | 0,2 | 14,2 |
| 2005/06  | Denver Nuggets | 5  | 0  | 28,0 | 32,2 | 21,1 | 79,5 | 1,4 | 4,0 | 0,8 | 0,0 | 11,0 |
| Carrière | Carrière       | 15 | 1  | 27,5 | 38,9 | 22,5 | 83,7 | 1,6 | 3,9 | 0,9 | 0,1 | 12,9 |